# Wikipédia en bishnupriya manipuri
Wikipédia en bishnupriya manipuri (en bishnupriya manipuri : বিষ্ণুপ্রিয়া মনিপুরী উইকিপিডিয়া) est l’édition de Wikipédia en bishnupriya manipuri, langue indique orientale (en) parlée dans les États d'Assam, du Tripura, du Manipur en Inde et au Bangladesh. L'édition est lancée le 30 septembre 2006 (la date du 5 janvier 2007 est également mentionnée,). Son code est : bpy.
Au 20 mars 2025, l'édition en bishnupriya manipuri contient 25 088 articles et compte 26 796 contributeurs, dont 19 contributeurs actifs et 2 administrateurs.

## Présentation

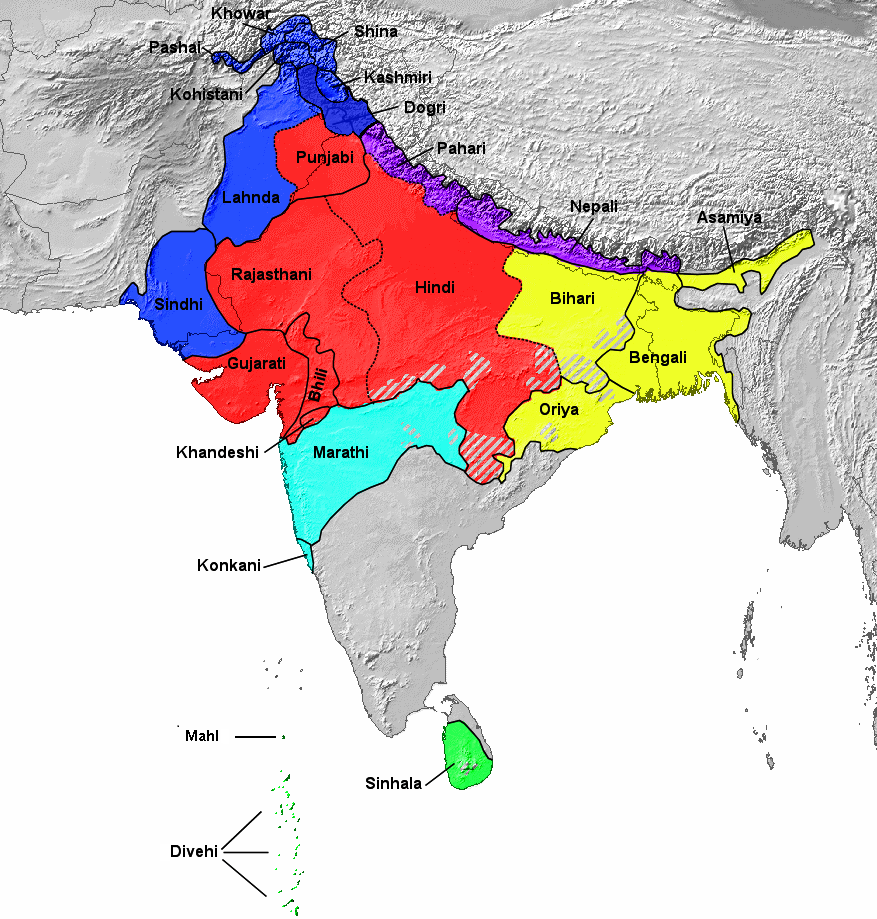
Généalogiquement, le bishnupriya manipuri appartient au sous-groupe des langues indiques orientales (indiqué en jaune sur la carte) du groupe des langues indo-aryennes.

## Statistiques
- Le 5 mars 2015, l'édition en bishnupriya manipuri compte 25 130 articles et 13 798 utilisateurs enregistrés[4], ce qui en fait la 98e[5] édition linguistique de Wikipédia par le nombre d'articles et la 109e[6] par le nombre d'utilisateurs enregistrés, parmi les 287 éditions linguistiques actives.
- Le 19 septembre 2022, elle contient 25 085 articles et compte 23 602 contributeurs, dont 19 contributeurs actifs et 3 administrateurs.
- Le 14 août 2024, elle contient 25 087 articles et compte 26 087 contributeurs, dont 16 contributeurs actifs et 2 administrateurs.